# Пьерлеони, Уго (епископ Фраскати)
Уго Пьерлеони (Ugo Pierleoni, Can. Reg. Of St. Victor) — католический церковный деятель XII века. Сын Уго Пьерлеони, внук Пьетро Леони, племянник антипапы Анаклета II, дядя кардинала Сан-Клементе Уго Пьерлеони. В начале 1155 года стал епископом Пьяченцы. Несмотря на давление сторонников императора, остался лояльным папе Александру III, однако был вынужден покинуть епархию. На консистории 1164 года был провозглашен кардиналом-епископом диоцеза Фраскати.